# Harold Bloom
Harold Bloom   (Nova York, 11 de juliol de 1930 - New Haven, 14 d'octubre de 2019) va ser un crític literari i professor universitari estatunidenc.

## Biografia
Va néixer l'11 de juliol de 1930 a la ciutat de Nova York, en una família d'arrels jueves en la qual aprengué el jiddisch. Es graduà l'any 1952 després d'estudiar literatura anglesa a la Universitat de Cornell. Posteriorment realitzà el seu doctorat l'any 1955 a la Universitat Yale, i posteriorment va esdevenir professor de la Universitat de Nova York, i des de 1965 de la Universitat Yale.
L'any 2002 fou guardonat amb el Premi Internacional Catalunya per part de la Generalitat de Catalunya. El novembre de 2014 va signar el manifest «Deixin votar els catalans», juntament amb altres personalitats internacionals.

## Obra crítica
Va ser un gran defensor d'una lectura clàssica de les obres, en contra de corrents postmodernistes que, per a ell, desvirtuen el sentit del text.
La seva primera obra d'èxit fou L'Ansietat de la Influència, mentre que actualment la seva obra més coneguda és The Western Canon ("El Cànon Occidental", 1994) on, a més de fer una ressenya exhaustiva dels seus llibres preferits, aporta un llistat amb els llibres més importants de totes les èpoques a Occident, amb William Shakespeare com a màxim autor. Aquest llistat està dividit en quatre períodes i va aixecar una forta polèmica en el moment de la seva publicació, perquè l'acusaven d'elitista i etnocèntric, però va esdevenir la referència de moltes altres obres crítiques. Les quatre èpoques s'anomenen: Edat Teocràtica (des dels inicis fins al 1321), Edat Aristocràtica (del 1321 fins al 1832), Edat Democràtica (1832-1900) i Edat Caòtica (segles XX i XXI).
Un dels seus temes recurrents és l'establiment d'influències entre autors.

## Obra seleccionada
| - 1990: The Book of J - 1992: The American Religion: The Emergence of the Post-Christian Nation - 1994: The Western Canon - 1996: Omens of Millennium: The Gnosis of Angels, Dreams, and Resurrection - 1998: Shakespeare: The Invention of the Human - 2000: How to Read and Why - 2001: Stories and Poems for Extremely Intelligent Children of All Ages - 2003: Genius: A Mosaic of One Hundred Exemplary Creative Minds | - 1961: The Visionary Company - 1971: The Ringers in the Tower - 1973: The Anxiety of Influence - 1975: A Map of Misreading - 1976: Figures of Capable Imagination |